# Yan Lanouette Turgeon
Yan Lanouette Turgeon est un réalisateur québécois.

## Biographie
Yan Lanouette Turgeon est principalement connu pour avoir remporté à deux reprises le prix Gémeaux de la meilleure réalisation pour une série dramatique, soit en 2016 pour Unité 9 et en 2017 pour L'Imposteur.
Il a réalisé plusieurs courts métrages avant de se lancer dans la création de son premier long métrage, Roche papier ciseaux, sorti en 2013. En 2024, son nouveau film, Mlle Bottine, mettant en vedette Antoine Bertrand et Marguerite Laurence, rencontre un grand succès au Québec et ailleurs.
En 2003, il complète le programme Cinéma, profil Réalisation, à l'Institut national de l'image et du son en, et y signe quatre courts métrages dont Pedigree.

## Filmographie

### Cinéma
- 2004 : Pedigree
- 2007 : Papillon noir
- 2010 : Le revenant
- 2013 : Roche papier ciseaux
- 2024 : Mlle Bottine

### Télévision
- 2015 : Unité 9
- 2016-2017 : L'Imposteur
- 2018 : Les Pays d'en haut
- 2020 : Épidémie
- 2022 : Aller Simple
- 2024 : IXE-13 et la course à l'uranium